# Králův dub (Broumy)
Králův dub v lese Královka byl pověstmi opředený památný strom, který ve svém díle zmiňoval již Jan Evangelista Chadt-Ševětínský. Dub zanikl během druhé světové války.

## Základní údaje
- obvod: 750 cm (1912)[2]
- věk: 500 let (1912)[2]

Králův dub rostl v lese Královka v části, která je dnes nazývána U Králova dubu (uváděno i jako U králova dubu) 3 kilometry z obce Broumy po žluté turistické trase směrem k hájovně Lukárna na rozcestí Králův dub. Strom padl v noci z 28. na 29. května 1942. Po pádu byl kmen odvezen na hrad Točník. Kořeny a zbytky větví se zachovaly dodnes V době pádu byl strom již mrtvý a zcela dutý.

## Historie a pověsti
Podle pověsti král Václav IV., který sídlil na nedalekém hradě Točníku, při jedné z vyjížděk na lov pod tímto dubem se svou družinou odpočíval a obědval. Jiná verze pověsti mluví o tom, že pod dubem Václav IV. rád odpočíval, takže místo navštívil opakovaně.
Pádem v období heydrichiády se naplnila další pověst, respektive proroctví: Až Králův dub padne, bude české zemi nejhůře.

## Další zajímavosti
Fotografie Králova dubu byla vyobrazena na historické pohlednici „Broumy. Králův dub.“ ze 30. let 20. století.
Na památku zaniklého stromu byl v listopadu 2001 v místě vysazen nový Králův dub.

## Památné a významné stromy v okolí
- Břekové stromořadí
- Dub nad Balatonem
- Borovice na Jouglovce